# 卡诺萨桑尼塔
卡诺萨桑尼塔（義大利語：Canosa Sannita），是意大利阿布鲁佐大区基耶蒂省的一个市镇。总面积14.1平方公里，人口1480人，人口密度105.0人/平方公里（2009年）。ISTAT代码为069010。